# 효자문 (드라마)
《효자문》은 1975년 5월 24일부터 1975년 10월 31일까지 방영된 MBC 일일연속극이다.

## 등장 인물
- 전운
- 박원숙
- 이정길
- 정혜선
- 엄유신
- 양정화
- 안재은
- 박광남
- 김기일